# Vlag van Rutten

Vlag van Rutten

De vlag van Rutten is de dorpsvlag van het Nederlandse dorp Rutten. De vlag bestaat uit twee horizontale vlakken van groen en blauw. Op de scheiding van beide vlakken is een grote gestileerde hoofdletter R geplaatst: de letter R verwijst naar de eerste letter van de dorpsnaam. Het blauwe vlak verbeeldt water en toont twee zeilboten. Het groen met daarin enkele graspollen stelt de weiden voor. Op het groene vlak komen een viertal wolken met de silhouetten van een vijf grijze vogels voor. De gehele vlag vormt een symbool voor Rutten en haar weidse omgeving.
Bant
· Biddinghuizen
· Creil
· Ens
· Espel
· Luttelgeest
· Marknesse
· Nagele
· Rutten
· Tollebeek